# Janez Marič
Janez Marič (* 1. Januar 1975 in Kranj) ist ein ehemaliger slowenischer Biathlet und heutiger Biathlontrainer. Er ist seit 2024 Cheftrainer der slowenischen Nationalmannschaft.

## Karriere
Seit 1997 betrieb der Ausbilder beim slowenischen Militär Biathlon, genauso lange gehörte er auch dem slowenischen Nationalkader an. Sein Debüt gab der für den SK Bled startende Athlet im Biathlon-Weltcup 1998 bei seinem Heimrennen in Pokljuka, wo er 100. im Sprint wurde. In den nächsten beiden Jahren wurde er immer mal wieder eingesetzt und konnte sich stetig verbessern. In Oberhof konnte er 2000 als 22. im Sprint erstmals Punkte gewinnen. Bei einem Massenstart 2001 in Osrblie kam er als Zehnter erstmals in die Top 10. Osrblie blieb ein gutes Pflaster für ihn, im folgenden Jahr wurde er hier hinter Raphaël Poirée Zweiter im Sprint. Kurz darauf gewann er in Östersund sein einziges Weltcuprennen (Einzel).

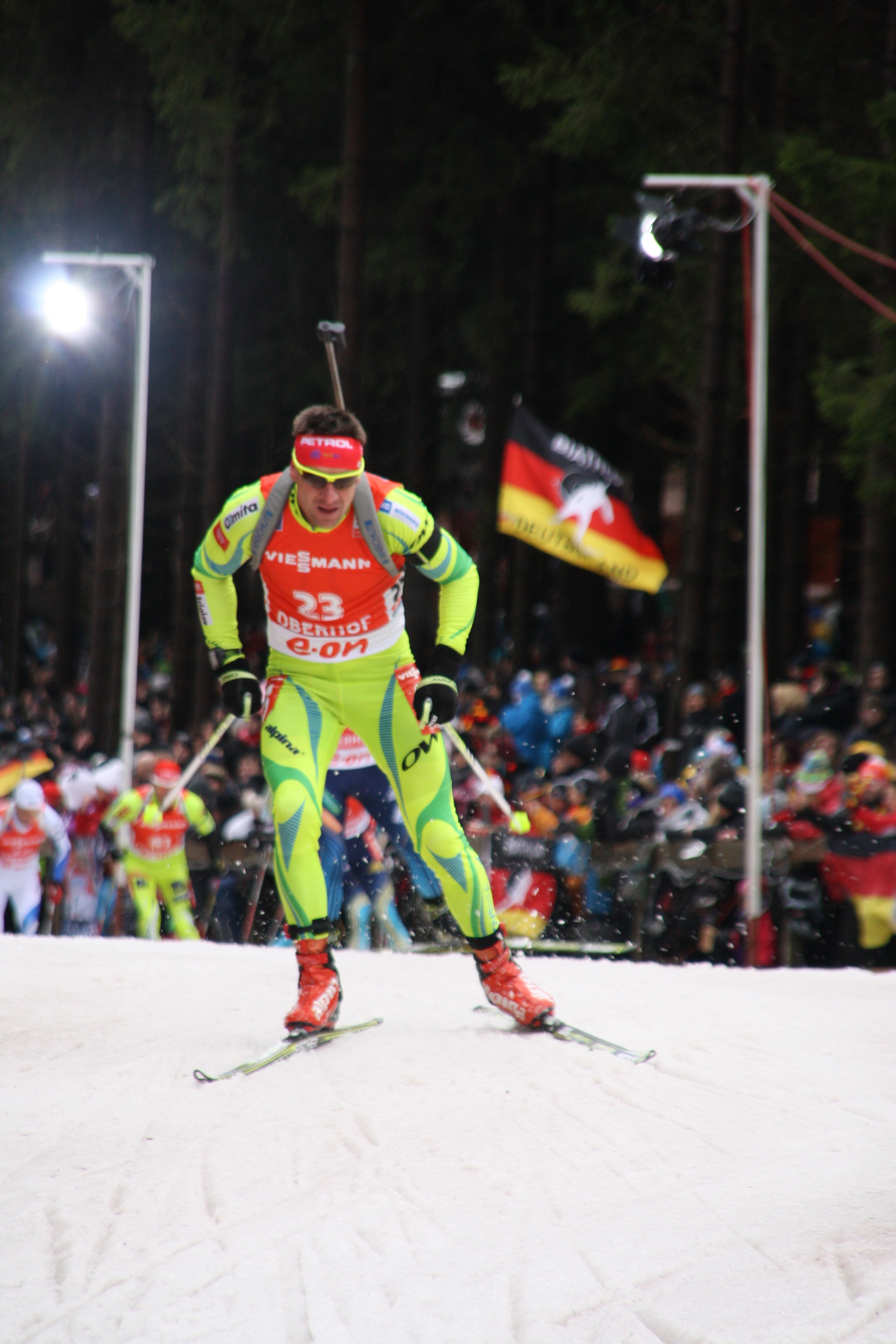
Janez Marič beim Weltcup in Oberhof 2014

Viermal nahm Marič an Olympischen Spielen teil. Sowohl 2002 in Salt Lake City wie auch 2006 in Turin war sein bestes Ergebnis der zehnte Rang mit der slowenischen Staffel. Bei beiden Spielen startete er im Einzel, im Sprint und der Verfolgung und kam immer auf Plätzen zwischen 38 und 44 ein. Bei den Olympischen Winterspielen 2010 in Vancouver erreichte er mit einem 27. Platz im Sprint sein bestes olympisches Einzelergebnis. Bei den Olympischen Winterspielen 2014 in Sotschi wurde er mit der Staffel siebter.
Zwischen 1999 und 2015 nahm Marič an zwölf Weltmeisterschaften teil. Besonders erfolgreich liefen für ihn die Titelkämpfe 2004 in Oberhof. In Einzel und Sprint erreichte er den 15., in der Verfolgung den 18. und im Massenstart den 10. Platz. 2003 in Chanty-Mansijsk erreichte er mit der Staffel einen fünften Platz. Bestes Ergebnis war ein vierter Platz mit der Mixed-Staffel bei den Welttitelkämpfen 2007 in Antholz. 2009 konnte Marič seine WM-Bilanz verbessern bei den Titelkämpfen in Pyeongchang. Im Sprint belegte er Platz 10, im Massenstart wurde er Elfter.
Nach der Saison 2014/15 beendete er seine Karriere.

## Trainer
Zur Saison 2016/17 übernahm Janez Marič als Trainer die slowenischen Junioren. Unter seiner Leitung gewann die Mannschaft um Alex Cisar mehrere Medaillen bei Jugend- und Juniorenweltmeisterschaften. Nach dem Wechsel von Uroš Velepec zur Ukraine betreute Marič in der Olympiasaison 2021/22 die Männernationalmannschaft. Von 2022 bis 2024 war er dort als Co-Trainer von Ricco Groß tätig.
Zur Saison 2024/25 entließ der slowenische Verband Groß aus finanziellen Gründen und ernannte Marič zum Cheftrainer für Männer und Frauen.

## Privates
Maričs Tochter Kaja ist ebenfalls Biathletin.

## Biathlon-Weltcup-Platzierungen

### Statistik
Die Tabelle zeigt alle Platzierungen (je nach Austragungsjahr einschließlich Olympische Spiele und Weltmeisterschaften).
- 1.–3. Platz: Anzahl der Podiumsplatzierungen
- Top 10: Anzahl der Platzierungen unter den ersten zehn (einschließlich Podium)
- Punkteränge: Anzahl der Platzierungen innerhalb der Punkteränge (einschließlich Podium und Top 10)
- Starts: Anzahl gelaufener Rennen in der jeweiligen Disziplin
- Staffel: inklusive Mixed- und Single-Mixed-Staffeln

| Platzierung         | Einzel | Sprint | Verfolgung | Massenstart | Staffel | Gesamt |
| ------------------- | ------ | ------ | ---------- | ----------- | ------- | ------ |
| 1. Platz            | 1      |        |            |             |         | 1      |
| 2. Platz            |        | 2      |            |             |         | 2      |
| 3. Platz            |        | 1      |            |             |         | 1      |
| Top 10              | 2      | 9      | 2          | 2           | 39      | 54     |
| Punkteränge         | 14     | 42     | 24         | 11          | 71      | 162    |
| Starts              | 43     | 121    | 65         | 11          | 74      | 314    |
| Stand: Karriereende |        |        |            |             |         |        |

### Olympische Winterspiele
| Olympische Winterspiele | Olympische Winterspiele | Einzel | Sprint | Verfolgung | Massenstart | Staffel | Mixedstaffel |
| Jahr                    | Ort                     | Einzel | Sprint | Verfolgung | Massenstart | Staffel | Mixedstaffel |
| ----------------------- | ----------------------- | ------ | ------ | ---------- | ----------- | ------- | ------------ |
| 2002                    | Salt Lake City          | 43     | 44     | 38         | –           | 10      |              |
| 2006                    | Turin                   | 40     | 36     | 37         | –           | 10      |              |
| 2010                    | Vancouver               | 62     | 27     | 47         | –           | 17      |              |
| 2014                    | Sotschi                 | 62     | 50     | 49         | –           | 6       | –            |

### Weltmeisterschaften
| Weltmeisterschaften | Weltmeisterschaften | Einzel | Sprint | Verfolgung | Massenstart | Staffel | Mixedstaffel |
| Jahr                | Ort                 | Einzel | Sprint | Verfolgung | Massenstart | Staffel | Mixedstaffel |
| ------------------- | ------------------- | ------ | ------ | ---------- | ----------- | ------- | ------------ |
| 1999                | Kontiolahti         | –      | 49     | 46         | –           | 7       |              |
| 2000                | Oslo                | 49     | 73     | –          | –           | –       |              |
| 2003                | Chanty-Mansijsk     | 20     | 25     | 24         | –           | 5       |              |
| 2004                | Oberhof             | 15     | 15     | 18         | 10          | 12      |              |
| 2005                | Chanty-Mansijsk     | 34     | –      | –          | –           | 17      | 9            |
| 2007                | Antholz             | 36     | 25     | 34         | –           | 19      | 4            |
| 2009                | Pyeongchang         | 58     | 10     | 35         | 11          | 15      | 12           |
| 2010                | Chanty-Mansijsk     |        |        |            |             |         | DSQ          |
| 2011                | Chanty-Mansijsk     | 31     | 41     | 49         | –           | 8       | DSQ          |
| 2012                | Ruhpolding          | 34     | 39     | 48         | –           | 14      | –            |
| 2013                | Nové Město          | 100    | 77     | –          | –           | 13      | –            |
| 2015                | Kontiolahti         | 32     | 66     | –          | –           | 8       | –            |